# Allobates chalcopis
Espèce
Synonymes
- Colostethus chalcopis Kaiser, Coloma & Gray, 1994

Statut de conservation UICN

 VU D2 : Vulnérable
Allobates chalcopis est une espèce d'amphibiens de la famille des Aromobatidae.

## Répartition
Cette espèce est endémique de la Montagne Pelée en Martinique. Elle se rencontre à 500 m d'altitude sur le versant Sud-Est.

## Publication originale
- (en) Hinrich Kaiser, Luis A. Coloma et Heather M. Gray, « A new species of Colostethus (Anura: Dendrobatidae) from Martinique, French Antilles », Herpetologica, vol. 50, no 1,‎ mars 1994, p. 23-32 (ISSN 0018-0831, e-ISSN 1938-5099, JSTOR 3892871, lire en ligne).